# Martha Stewart
Martha Elena Stewart (născută Kostyra; n. 3 august 1941, Jersey City, New Jersey, SUA) este o femeie de afaceri americană, scriitoare și personalitate de televiziune.